# Bulbophyllum brevibrachiatum
Bulbophyllum brevibrachiatum là một loài phong lan thuộc chi Bulbophyllum.